# ملا شیخ‌علی
ملا شیخ‌علی (به لاتین: Mollaşıxalı) یک منطقه مسکونی در جمهوری آذربایجان است که در شهرستان قبله واقع شده است. ملا شیخ‌علی ۳۱۸ نفر جمعیت دارد.